# Мота Сант'Анастазија
Мота Сант'Анастазија (итал. Motta Sant'Anastasia) је насеље у Италији у округу Катанија, региону Сицилија.
Према процени из 2011. у насељу је живело 9025 становника. Насеље се налази на надморској висини од 231 м.

## Становништво
Према резултатима пописа становништва 2011. у општини је живело 11.394 становника.
| 1931. | 1936. | 1951. | 1961. | 1971. | 1981. | 1991. | 2001.  | 2011.  |
| ----- | ----- | ----- | ----- | ----- | ----- | ----- | ------ | ------ |
| 4.858 | 5.223 | 5.316 | 5.909 | 5.749 | 6.731 | 8.716 | 10.244 | 11.394 |